# Gemaal Cremer
Het gemaal Cremer is een boezemgemaal dat werd aangelegd in de jaren 1930/1931 in de Groningse plaats Termunterzijl door de waterbouwkundige Pieter Geert Cremer ten behoeve van de afwatering van het toenmalige waterschap Oldambt.

## Beschrijving
Voor de bouw van het gemaal Cremer vond de afwatering van het Oldambt plaats via twee sluizen, die respectievelijk in 1725 (de Boog van Ziel) en in 1870 (de Nieuwe Sluis) waren gebouwd. Beide sluizen maakten gebruik van het natuurlijk verval. Het gemaal Cremer dat in de dertiger jaren van de 20e eeuw werd aangelegd, kon ongeacht de waterstand buiten de dijk, water naar de zee pompen. Dit was van belang voor de afwatering van het Oldambt. Het waterschap Oldambt verstrekte in 1929 de opdracht voor de bouw van het nieuwe gemaal. De machines werden gebouwd door Werkspoor in Amsterdam.
Het gemaal werd op 9 oktober 1931 officieel geopend door minister van Waterstaat Paul Reymer. In zijn tekst memoreerde hij het feit dat plannen voor het gemaal al sinds 1880 circuleerden, maar pas in 1927 tot daadwerkelijke actie werd overgegaan. Het gemaal zorgde voor een beter waterbeheersing in een gebied ter grootte van bijna 22.000 hectare en vergde een investering van 350.000 gulden.
Aan de voorzijde, de zuidgevel, bevindt zich, boven de naam van het gebouw, een steen met het wapen van het waterschap Oldambt. Het gebouw werd genoemd naar vader en zoon Cremer, waterbouwkundigen van het waterschap Oldambt. De zoon, Pieter Geert Cremer, was de ontwerper van het gemaal. Het gebouw is erkend als rijksmonument onder meer vanwege de beeldbepalende ligging, de cultuurhistorische waarde, de gaafheid en de bijzonder vormgeving en als voorbeeld van het oeuvre van Cremer.

Ter gelegenheid van de bouw van het gemaal werd een steen aangebracht met de tekst: 
Wat onze zijlen niet vermogen,
wordt door dit monster uitgespogen,
dies is de boezem steeds gepast,
te bergen polderen overlast
In 2000 kwam er opnieuw een gemaal bij, het Gemaal Rozema.

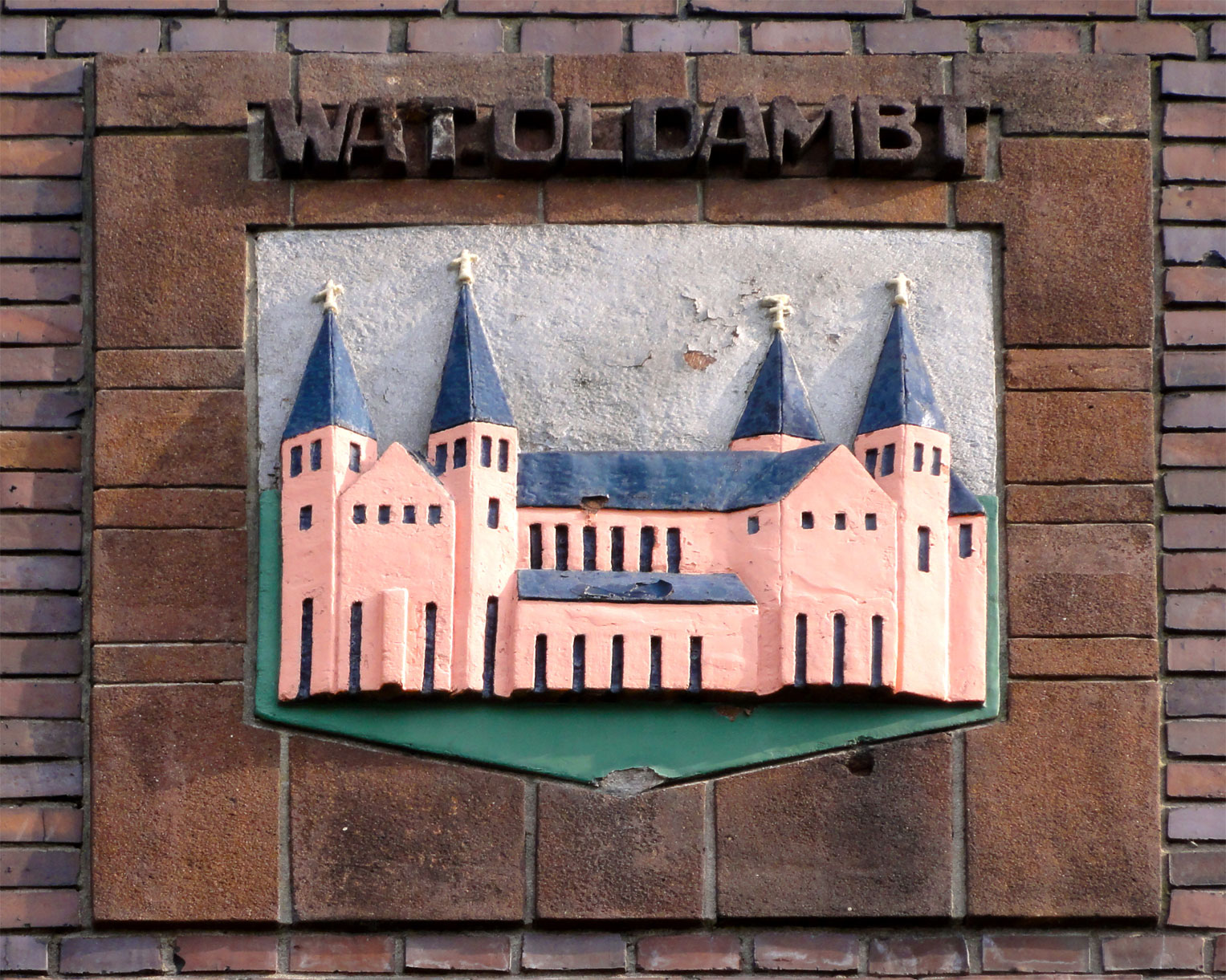
Wapen van het waterschap Oldambt
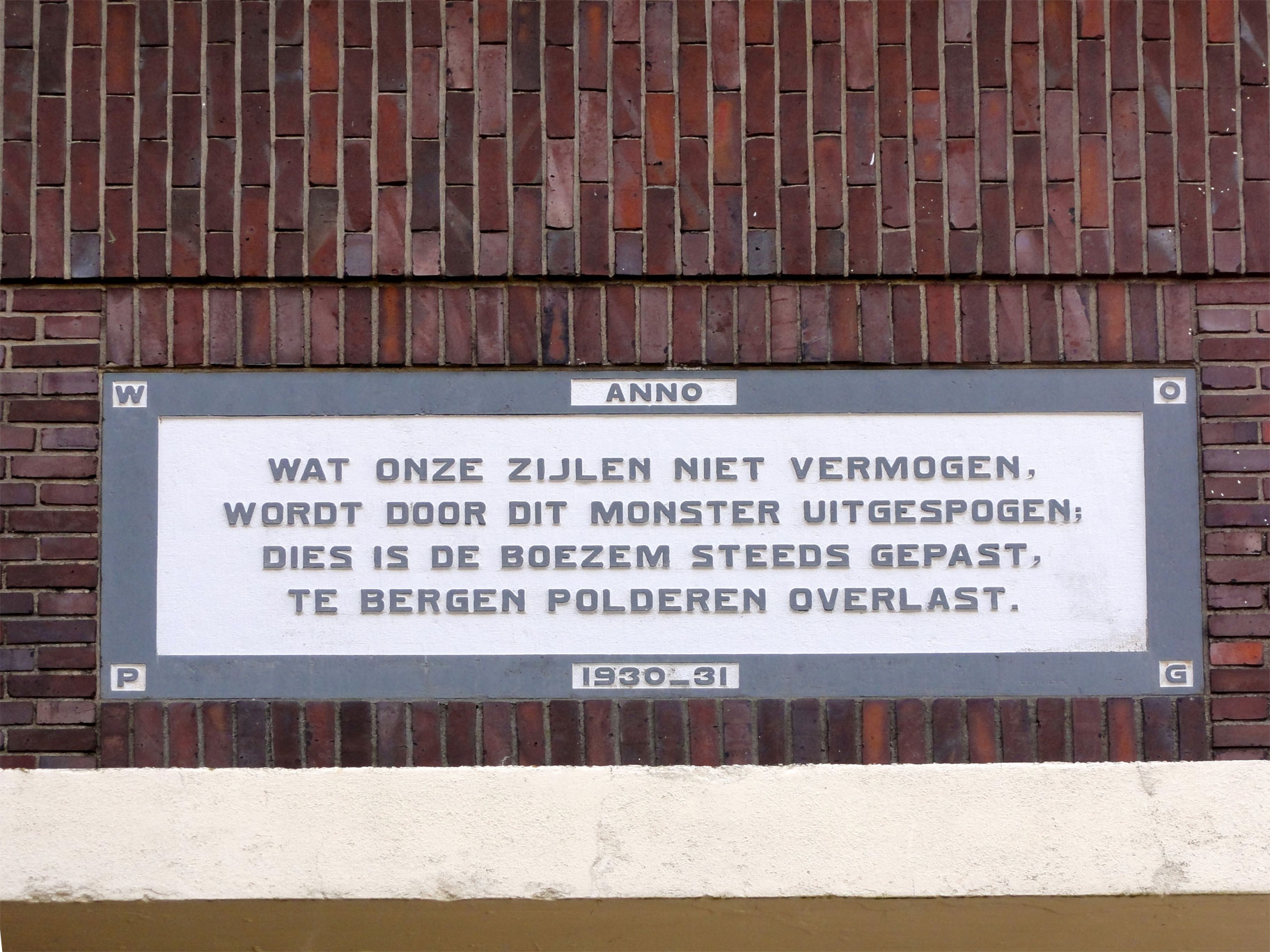
Gedenksteen ter gelegenheid van de bouw in 1930/1931
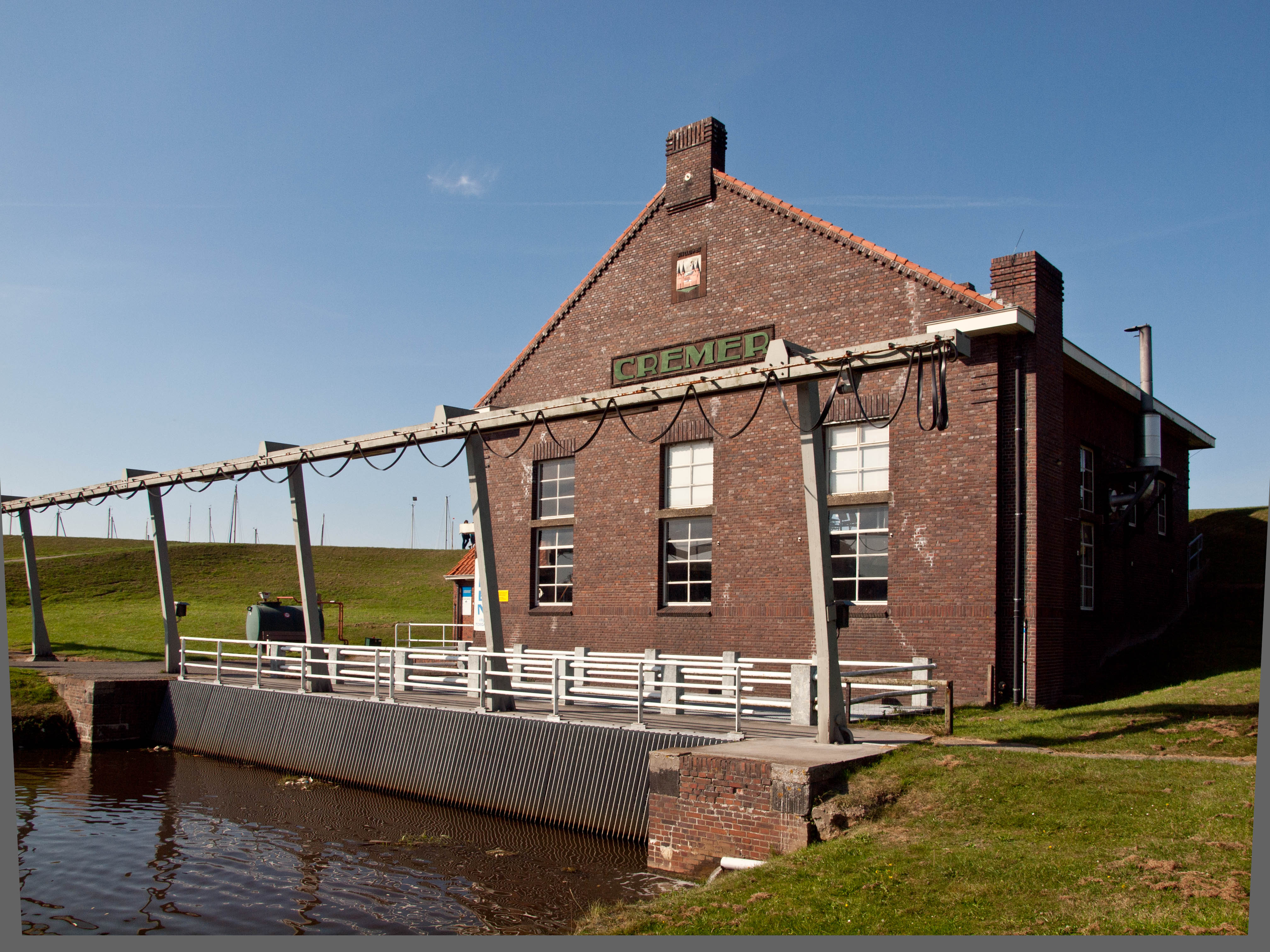
Museum gemaal Cremer
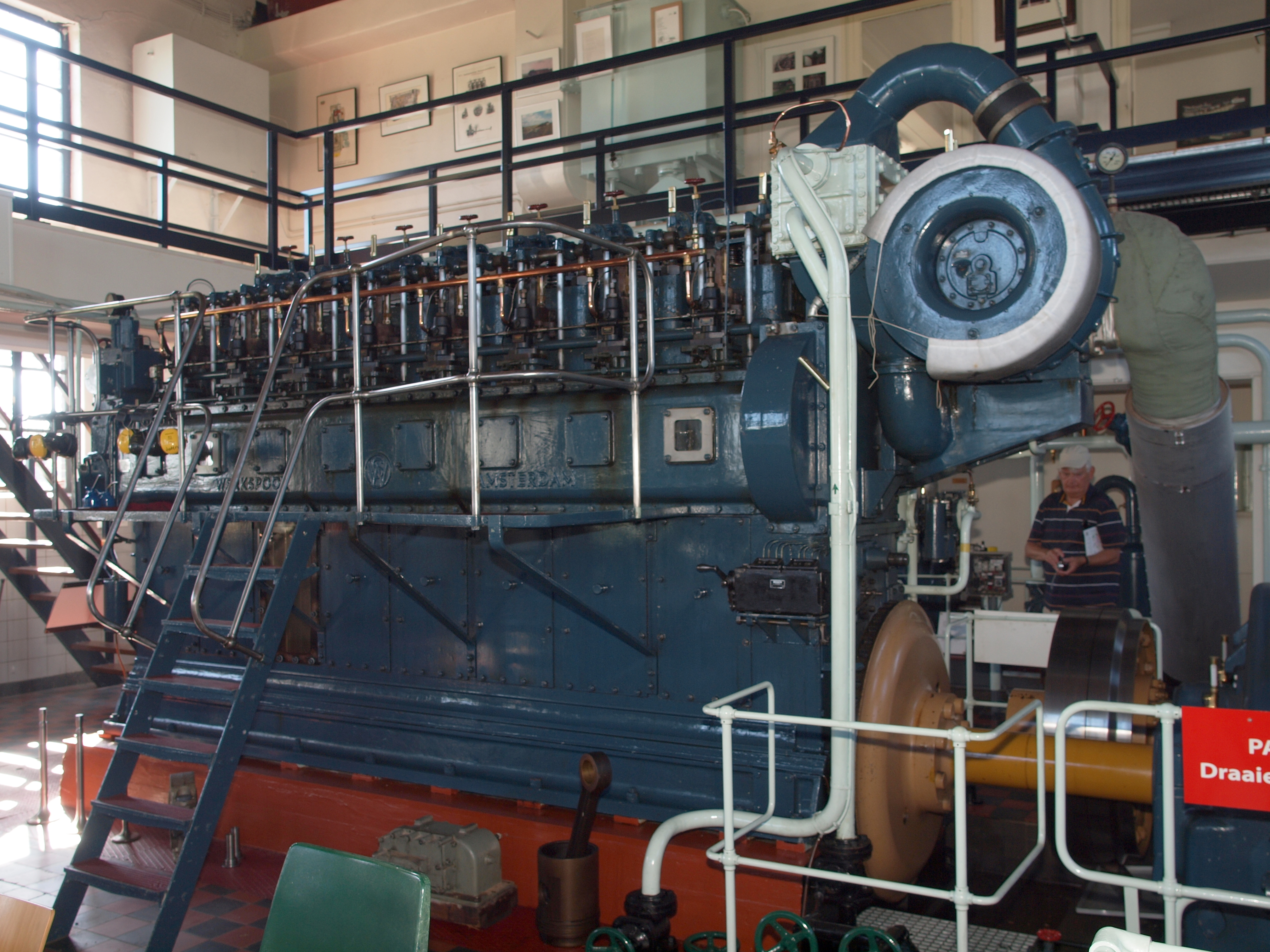
Werkspoor stationair diesel